# Бонте, Мишель Луи Жозеф
Мишель Луи Жозеф Бонте (фр. Michel Louis Joseph Bonté; 1766—1836) — французский военный деятель, генерал-лейтенант (1826 год), барон (1809 год), участник революционных и наполеоновских войн.

## Биография
Родился в семье доктора медицины, члена-корреспондента Института Франции Пьера Бонте (фр. Pierre Joseph Marie Bonté; 1730—1806) и его супруги Мари Ле Бургиньон (фр. Marie Jeanne Michelle Le Bourguignon; 1745—1797). Учился в колледже Кутанса, когда Франция вступила в войну. Начал военную службу 15 сентября 1792 года в звании младшего лейтенанта. Был зачислен в штаб Армии берегов Шербура. 16 января 1793 года стал лейтенантом, а уже 6 июня 1793 года – капитаном. 22 октября 1793 года был избран командиром 9-го батальона волонтёров департамента Манш. Со своим батальоном защищал Гранвиль, осаждённый вандейцами, участвовал в их преследовании, а затем до 1800 года сражался против шуанов Бретани. 21 апреля 1794 года его батальон влился в ряды 12-й полубригады линейной пехоты. В январе 1795 года оставил Нормандию и служил в военном лагере Керайо. В июле 1795 года отличился при разгроме роялистского десанта при Кибероне. Затем принимал участие в подавлении восстания в районе Нозе. В конце 1795 года возглавил районы Редон и Оре. В октябре 1796 года был назначен командующим района Кемпер. Рядом с Гошем, который ценил его, он встретил свою любовницу Луизу дю Бо дю Грего (фр. Louise Exupère Françoise Charlotte du Bot du Grégo; 1770—1826), на которой женился 25 октября 1797 года после смерти генерала. Луиза была интриганкой, которая всю жизнь пыталась, и довольно успешно, спасти своё имущество, конфискованное после изгнания её мужа.
21 ноября 1796 года 12-я полубригада влилась в состав 81-й полубригады линейной пехоты. В этот же день Бонте был награждён чином полковника и возглавил данную полубригаду. 21 июля 1798 года участвовал в неудачной экспедиции в Ирландию и 12 октября попал в плен. В июне 1799 года вернулся во Францию. Отличился в битве против Кадудаля при Граншане 25 января 1800 года и получил по этому случаю письмо с поздравлениями от военного министра. В 1801 году зачислен со своей полубригадой в Южный наблюдательный корпус генерала Мюрата. 8 сентября 1805 года 81-й полк включён в 5-ю пехотную дивизию генерала Сера. Участвовал в кампании 1805 года в составе Итальянской армии маршала Массена. С 21 февраля 1806 года служил в Армии Далмации в рядах пехотной дивизии Молитора.
6 августа 1811 года произведён в бригадные генералы и 17 ноября переведён в Северную армию в Испании. С января 1812 года командовал 1-й бригадой 7-й пехотной дивизии Армии Португалии. 22 июля 1812 года сражался при Саламанке. В конце года возглавил 1-ю бригаду 1-й пехотной дивизии Фуа. 25 июня 1813 года участвовал в обороне Толосы. 16 июля 1813 года, после реорганизации французских сил в Испании, оставался без служебного назначения. 11 августа 1813 года возвратился во Францию и 8 февраля 1814 года возглавил бригаду Национальной гвардии в составе дивизии генерала Пакто корпуса маршала Удино. Принимал участие во Французской кампании 1814 года. В сражении 25 марта 1814 года под Фер-Шампенуазом был захвачен в плен и доставлен в Брюссель, где оставался до первой Реставрации.
6 июня 1814 года был назначен командующим департамента Финистер. 31 августа 1814 года – военный комендант Морле. Во время «Ста дней» не присоединился к Императору и после второй Реставрации возвратился 1 сентября 1815 года на пост командующего Финистера. 1 октября 1815 года определён на половинное жалование. В сентябре 1816 года возвратился к активной службе и до июля 1823 года возглавлял военную суб-дивизию в Шартре. 23 июля 1823 года был назначен генеральным инспектором жандармерии. 9 августа 1826 года вышел в отставку и 13 августа того же года награждён чином почётного генерал-лейтенанта. Умер 6 марта 1836 года в Париже в возрасте 69 лет.

## Воинские звания
- Младший лейтенант (15 сентября 1792 года);
- Лейтенант (16 января 1793 года);
- Капитан (6 июня 1793 года);
- Командир батальона (22 октября 1793 года);
- Полковник (21 ноября 1796 года);
- Бригадный генерал (6 августа 1811 года);
- Генерал-лейтенант (13 августа 1826 года).

## Титулы

Герб барона

- Барон Бонте и Империи (фр. baron Bonté et de l'Empire; декрет от 19 марта 1808 года, патент подтверждён 18 марта 1809 года в Париже)[2][3].

## Награды
Легионер ордена Почётного легиона (11 декабря 1803 года)
 Офицер ордена Почётного легиона (14 июня 1804 года)
 Кавалер военного ордена Святого Людовика (14 ноября 1814 года)
 Коммандор ордена Почётного легиона (1 мая 1821 года)
 Кавалер ордена Железной короны